# Antonin-Tri Hoang
Pour les articles homonymes, voir Hoang.
Antonin-Tri Hoang est clarinettiste, saxophoniste, et compositeur français né en 1989 à Paris.

## Biographie
Antonin-Tri Hoang commence la clarinette classique à l'âge de neuf ans et se dirige très vite vers le jazz en découvrant le swing des années 1930. Son beau-père, guitariste rock féru de jazz manouche, l'incite très tôt à improviser. Antonin-Tri Hoang apprend alors le saxophone et le piano et se plonge dans l'histoire du jazz.
Dès ses débuts, il se produit très souvent sur scène dans des contextes variés  au saxophone, à la clarinette ou au piano, mais aussi au théâtre comme dans la pièce Une Bête Sur La Lune de Richard Kalinoski (cinq "Molière" en 2001).
À 16 ans il entre dans la classe jazz et musiques improvisées, dirigé par Riccardo Del Fra, du CNSMD de Paris. Puis il suit les cours de la classe d'improvisation générative dirigée par Vincent Lê Quang.
En 2007 il écrit une pièce hommage pour et avec Michel Legrand au piano à l'IAJE de New York. Il compose des musiques pour deux films du réalisateur Ambarish Mannepalli : Chassé-croisé en 2008 et Wink of The Eye en 2009. Il compose également pour deux expositions de Pierre Huyghe : The Host and The Cloud en octobre 2009 et février 2010.
En 2009 il est repéré par Daniel Yvinec directeur artistique d'un ONJ nouvelle formule dont les musiciens choisis au cœur de la nouvelle scène jazz française sont pluri-instrumentiste et de cultures différentes.
Il cofonde le groupe Novembre, le groupe de quatre clarinettes WATT, Grand Bazar avec la pianiste Ève Risser pour un programme Ligeti/Carla Bley/J-S.Bach/Aphex Twin, participe au quintet de la batteuse Anne Paceo, à l'Aum Grand Ensemble, aux Matteo Bortone's Travellers, au Guilhem Flouzat One Way or Another... Avec Jean-Jacques Birgé et Vincent Segal il enregistre des musiques de film et joue en public sur Dépaysages, film expérimental de Jacques Perconte.
En 2011 il publie son premier album en duo avec Benoit Delbecq, Aéroplanes, sous le label Bee Jazz. Le titre, Aéroplanes, évoque le bourdonnement d'une guêpe et la littérature : « Tiens, me dit Albertine, il y a un aéroplane, il est très haut, très haut (Marcel Proust, La Prisonnière) ». Il y joue du saxophone et de la clarinette basse. 
En 2017, il reçoit le Prix Swiss Life à 4 mains, avec la photographe SMITH, qui lui permet de composer une partition spatialisée à 16 voies pour leur installation au Palais de Tokyo dans le cadre de l'exposition Le rêve des formes.
En 2019, il crée Disparitions au Festival d'Automne à Paris et monte la pièce de théâtre musical Chewing Gum Silence mis en scène par Samuel Achache avec qui il crée Original d'après une copie perdue au Théâtre de l'Aquarium en 2020. Il joue également dans Peplum de Fantazio et Théo Ceccaldi, dans le trio Fakebooks avec Thibault Cellier et Sylvain Darrifourcq.

## Discographie

### En leader et collectif
- 2011 : Aéroplanes, Bee Jazz, BEE046
- 2013 : Watt, 1er album, LP
- 2015 : Watt, Becoq Records
- 2015 : Novembre, Calques, Label Vibrant
- 2017 : Saturnium, livre-disque avec la photographe SMITH, Ed. Actes-Sud

### En sideman et invité
- 2009 : ONJ, Around Robert Wyatt, Bee Jazz
- 2010 : ONJ, Shut Up And Dance, Bee Jazz
- 2011 : Birgé Hoang Segal, dans tous ses états, GRRR
- 2012 : ONJ, Piazzolla!, Jazz Village
- 2012 : Benoît Delbecq, Crescendo in Duke, nato
- 2012 : Anne Paceo, Yôkaï, Laborie Jazz
- 2013 : ONJ, The Party!, Jazz Village
- 2013 : Shauli Einav, A truth about me, Cristal records
- 2013 : Umlaut Big Band, Nelson's Jacket, Umlaut
- 2013 : Birgé Hoang Segal, dans tous les sens du terme, GRRR
- 2013 : Birgé Hoang Perraud, Rêves et cauchemars, GRRR
- 2013 : Birgé Hoang Lasfargues, Animé, GRRR
- 2013 : Birgé Hoang Segal, Dépaysages Côté Court, GRRR
- 2015 : Umlaut Big Band, Euro Swing, Umlaut
- 2015 : Birgé Contet Hoang, Un coup de dés jamais n'abolira le hasard 2, GRRR
- 2015 : Julien Pontvianne AUM grand ensemble, Silere, Onze Heures Onze
- 2016 : Ève Risser White Desert Orchestra Les deux versants se regardent, Clean Feed
- 2018 : Julien Pontvianne AUM grand ensemble, You've never listened to the wind, Onze Heures Onze
- 2020 : Jean-Jacques Birgé, Perspectives du XXIIe siècle, MEG
- 2020 : Jean-Jacques Birgé, Pique-nique au labo, GRRR